# Pallenopsis villosa
Pallenopsis villosa är en havsspindelart som beskrevs av Hodgson, T.V. 1907. Pallenopsis villosa ingår i släktet Pallenopsis och familjen Phoxichilidiidae. Inga underarter finns listade i Catalogue of Life.